# Gornje Impolje
Gornje Impolje je naselje v Občini Sevnica.